# Chile, la alegría ya viene
«Chile, la alegría ya viene» es un disco-casete musical de 1988 publicado por el sello Alerce en apoyo a la campaña de la opción «No» en el plebiscito nacional de Chile de 1988. Este disco contiene el tema del mismo nombre, el cual se convirtió en el jingle oficial de la campaña.

## Producción

El arcoíris utilizado por la campaña del «No» aparecía en la carátula del álbum.

La letra del tema principal, escrita por Sergio Bravo, originalmente fue escrita con letras mucho más oscuras, hablando sobre los asesinatos y detenidos desaparecidos de la dictadura militar, pero cuando Eugenio García, el director de la campaña del "No", le dio la frase «Chile, la alegría ya viene» como base de la canción, Bravo comenzó a darle un sentido con mensajes más positivos a la canción.
El musicólogo chileno Juan Pablo González explicó que la canción funcionó muy bien al "jugar con las metáforas del Canto Nuevo" porque "no se podían decir las cosas directamente". Marcelo Contreras, crítico de música del diario La Tercera, la calificó como "una canción que en lugar de ponchos negros, guitarras y barbas, proponía color y esperanza en el retorno a la democracia".
La música fue compuesta por Jaime de Aguirre, quien ya había compuesto la música para el tema «Vamos a ganar», el undécimo tema en el disco, en 1987. «Vamos a ganar» fue interpretada por Javiera Parra y Cristián Lecaros. «No lo quiero, no» fue grabado por Isabel, Javiera y Tita Parra, junto a Tati Penna y Cecilia Echeñique.
La cantante de «Chile, la alegría ya viene», Rosa Escobar, trabajaba en el Ministerio de Obras Públicas, que en ese entonces era liderado por el general Bruno Siebert. Dado esto, Escobar comentó que esto le generaba un peligro en su trabajo: su padre, Daniel Escobar, quien era parte del gabinete de Salvador Allende, era un detenido desaparecido.
La voz masculina de la canción es de Claudio Guzmán, vocalista del grupo QEP, a quien se le asignó junto a Rosa Escobar ser las voces principales dado que sus voces eran comunes y las personas podían identificarse con ellas.

## Lista de canciones
El listado oficial de canciones incluidas en el álbum es el siguiente:

Todas las letras escritas por Sergio Bravo, toda la música compuesta por Jaime de Aguirre (excepto donde se indique). 
| N.º | Título                                          | Escritor(es)   | Intérprete                                                                     | Duración |  |
| 1.  | «Chile, la alegría ya viene (versión completa)» |                | Claudio Guzmán y Rosa Escobar; Coro Bajo Cuerda                                | 2:30     |  |
| 2.  | «Chile, la alegría ya viene (versión infantil)» |                |                                                                                | 1:00     |  |
| 3.  | «Chile, la alegría ya viene (versión mujer)»    |                | Rosa Escobar                                                                   | 1:00     |  |
| 4.  | «Chile, la alegría ya viene (versión clásica)»  |                |                                                                                | 3:05     |  |
| 5.  | «Chile, la alegría ya viene (versión hombre)»   |                | Claudio Guzmán                                                                 | 1:00     |  |
| 6.  | «Marcha de la alegría»                          |                |                                                                                | 1:06     |  |
| 7.  | «Chile, la alegría ya viene (jazz fusión)»      |                |                                                                                | 1:11     |  |
| 8.  | «Chile, la alegría ya viene (versión completa)» |                | Claudio Guzmán y Rosa Escobar                                                  | 2:30     |  |
| 9.  | «No lo quiero, no»                              | Isabel Parra   | Isabel Parra, Tati Penna, Tita Parra, Cecilia Echeñique, Milena, Javiera Parra | 3:54     |  |
| 10. | «Lo he visto yo»                                | Claudio Guzmán | Claudio Guzmán y Coros                                                         | 3:24     |  |
| 11. | «Vamos a ganar»                                 |                | Javiera Parra y Cristián Lecaros; Coro Bajo Cuerda                             | 3:20     |  |